# Konstantinos Volanakis
Konstantinos Volanakis, řecky Κωνσταντίνος Βολανάκης, (17. březen 1837 Iraklio - 1907 Pireus) byl řecký malíř 19. století.

## Životopis
Volanakisova rodina pocházela z malého městečka u Rethymno. Po absolvování gymnázia na ostrově Syros a po maturitě v roce 1856, šel ve stejném roce do Terstu pracovat jako účetní pro velký cukrovar Afentoulis. Generální ředitel Afentoulisu si všiml uměleckých schopností mladého Volanakise přes jeho četné kresby člunů, lodí a přístavů v účetních knihách. Rozhodl se na vlastní náklady financovat Volanakisovo studium malby. Poslal ho do Bavorska na Akademii výtvarných umění Mnichov. Tam začal studovat v roce 1860 jako žák Carla Theodora von Piloty.
Po studiích působil v Mnichově, Vídni a Terstu. V roce 1883 se vrátil do Řecka a usadil se v Pireu. Od roku 1903 učil na aténské škole výtvarných umění.
Moře, lodě a přístavy byly zdrojem inspirace pro Volanakisovo umění. Spolu s dalšími (Theodoros Vryzakis, Nikiforos Lytras, Nikolaus Gysis a Georgios Iakovidis) je považován za představitele akademického realismu z takzvané mnichovského školy. Nicméně, jak ukazují některé z jeho děl, jako je například Festival v Mnichově, měl lehké impresionistické tendence.

## Dílo

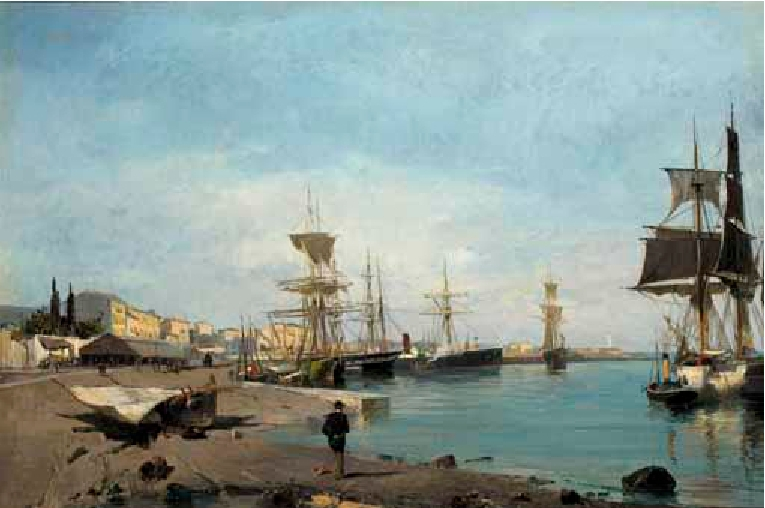
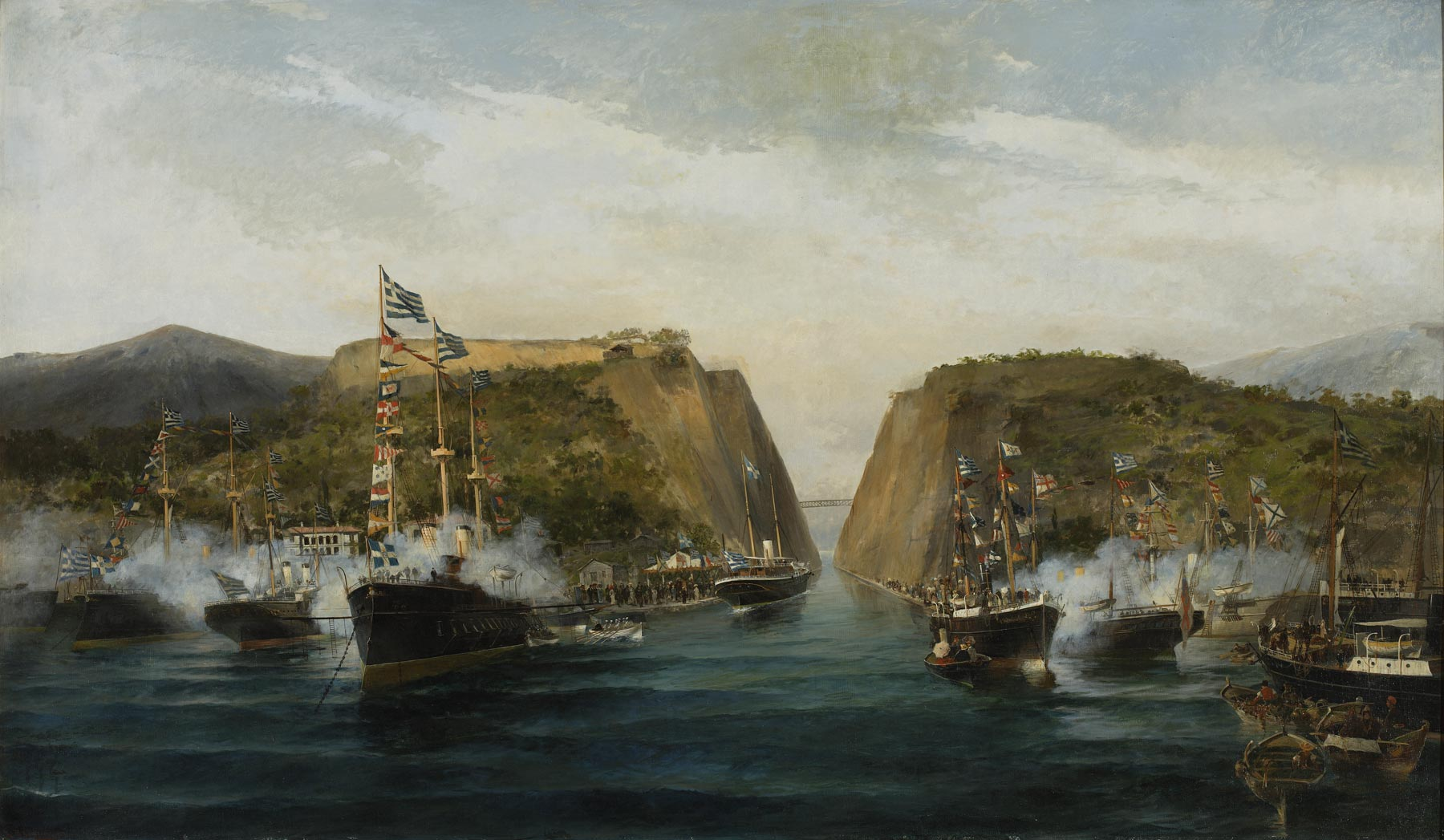
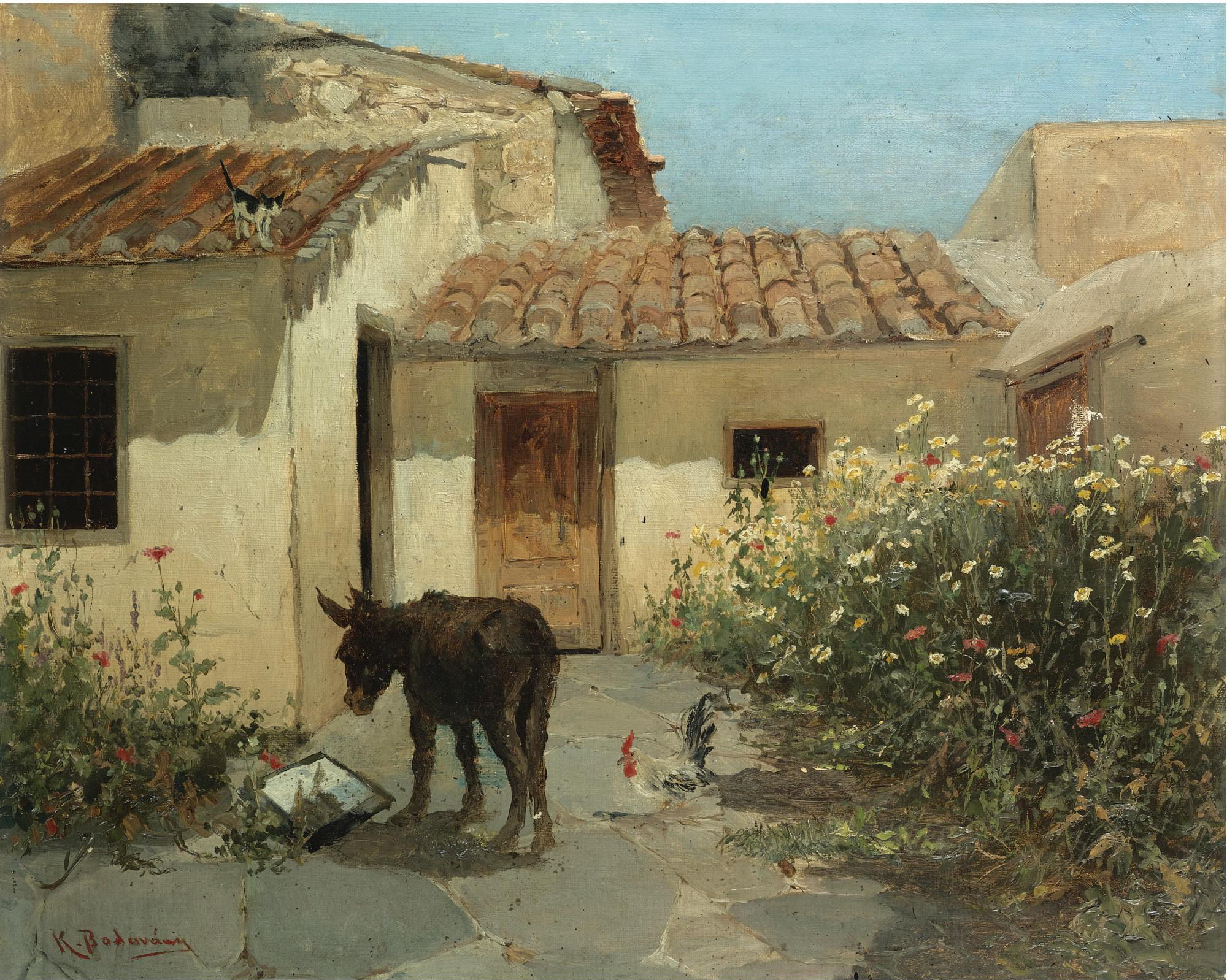